# Лист (поштове відправлення)

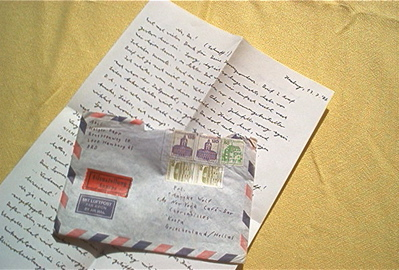
Поштове відправлення у вигляді листа, що був відправлений у паперовому конверті

Лист — поштове відправлення масою до 2 кілограмів, що містить письмове повідомлення або документи, вкладене в поштовий конверт або оформлене іншим чином, що не дає змоги третім особам ознайомитися з його змістом. Упаковуються в поштові конверти, спеціальні конверти з полімерних матеріалів або цупкий папір.

## Розміри сторін

### в Польщі
— мінімальні розміри адресної сторони не можуть бути меншими за 90 x 140 мм.
 —  максимальні: сума довжини, ширини та висоти – 900 мм, де найбільший із цих розмірів (довжина) не може перевищувати 600 мм.
Розміри листів, що надсилаються в рулоні:
Мінімум: сума довжини плюс подвійний діаметр – 304 мм, де найбільший вимір (довжина) не може бути меншим за 210 мм.
Максимум:сума довжини плюс подвійний діаметр – 1040 мм, при цьому найбільший вимір (довжина) не може перевищувати 900 мм.
Всі розміри приймаються з допуском +/- 2 мм.

## Маса
Максимальна маса поштового листа складає до 2000 г.

## Вкладення
в Польщі
Ви можете надсилати рекомендовані листи для кореспонденції, друкованих матеріалів, документів, журналів, книг або дрібних предметів, дозволених для поштових перевезень. Крім того, до листів можуть бути включені такі тварини:

 — Бджоли, п'явки та шовкопряди,
 — Паразити та засоби для знищення шкідливих комах, призначені для боротьби з цими комахами, що обмінюються між офіційно визнаними установами,
 — Мухи з родини Drosophilidae, призначені для біомедичних досліджень, якими обмінюються офіційно визнані установи.

## Поділ листів
У поштовій справі листи поділяються на:
| Вид листа                                                                   | Порядок відправлення | Порядок вручення                                                        |
| --------------------------------------------------------------------------- | --- | ----------------------------------------------------------------------- |
| прості                                                                      | Опускаються відправником у поштову скриньку, або в спеціальні поштові скриньки, встановлені в об'єктах поштового зв'язку. Якщо розміри не дозволяють опустити їх до поштової скриньки, вони подаються для пересилання до відділення поштового зв'язку. | Вручаються шляхом вкладання до абонентської поштової скриньки адресата. |
| рекомендовані                                                               | Подаються для пересилання до об'єкта поштового зв'язку з одержанням розрахункового документу, що підтверджує отримання. | Доставляються та вручаються адресатові під розписку.                    |
| з оцінкою вартості вкладення (оголошеною цінністю), визначеною відправником | Подаються для пересилання до об'єкта поштового зв'язку з одержанням розрахункового документу, що підтверджує отримання. | Вручаються адресатові під розписку в об'єкті поштового зв'язку.         |